# 謙升
宗室謙升（1838年10月14日—1882年，道光十八年八月二十六日丑時—光緒八年四月），正紅旗滿洲人，遠支宗室正紅旗第一族毓字輩，奉國將軍春定第三子，清朝官員、將領。封爵三等輔國將軍，官至三等侍衛兼佐領。

## 生平
咸豐八年（1858年）二月，考封三等輔國將軍。
九年（1859年）四月，充補獻帛爵章京。
十年（1860年）十一月，因事革去爵位。
同治元年（1862年），申報參與揀選護軍參領。
二年（1863年），由廕生授侍衛處三等侍衛。
七年（1868年）二月，父春定去世，襲封三等輔國將軍。
十三年（1874年）五月，兼授佐領。後兼充上駟院阿敦侍衛兼管堂務。
光緒八年（1882年）四月，卒，年四十五歲。

## 家庭及關聯
- 十一世祖父：清太祖（1559年—1629年）。
- 十一世祖母：清太祖元妃佟佳氏（1560年—1592年）。
- 十世祖父：禮烈親王代善（1583年—1648年），清太祖皇次子，功封禮親王，諡烈。
- 十世祖母：葉赫那拉氏，葉赫西城貝勒布寨之女，代善繼福晉。
- 九世祖父：穎毅親王薩哈璘（1604年—1636年），功封貝勒，管理禮部，追封穎親王，諡毅。
- 九世祖母：烏拉那拉氏，烏拉貝勒布占泰之女，薩哈璘嫡福晉。
- 八世祖父：順承恭惠郡王勒克德渾（1629年—1652年），薩哈璘次子，功封順承郡王，管理刑部，諡恭惠。
- 八世祖母：噶爾扎氏，公爵祜里泰之女，勒克德渾側福晉。
- 七世祖父：順承忠郡王諾羅布（1650年—1717年），勒克德渾三子，襲封順承郡王，官至杭州將軍，諡忠。
- 七世祖母：石氏，石達之女，諾羅布側福晉。
- 六世祖父：郡王品級錫保（1688年—1742年），諾羅布四子，封順承親王，官至正黃旗蒙古都統、左宗人、靖邊大將軍，因事革爵。
- 六世祖母：舒舒覺羅氏，三等侯偏圖之女，錫保嫡福晉。
- 五世祖父：順承恪郡王熙良（1705年—1744年），錫保長子，襲封順承郡王，官散秩大臣覺羅學總管，諡恪。
- 五世祖母：納喇氏，侍讀學士色爾登之女，熙良嫡福晉。
- 高祖父：順承恭郡王泰斐英阿（1728年—1756年），熙良長子，襲封順承郡王，官至正黃旗漢軍都統、左宗正，諡恭。
- 高祖母：沙濟富察氏，一等公散秩大臣傅文之女，泰斐英阿嫡福晉。
- 曾祖父：順承慎郡王恒昌（1753年—1778年），泰斐英阿四子，襲封順承郡王，諡慎。
- 曾祖母：馬佳氏，護軍校馬三泰之女，恒昌庶福晉。
- 祖父：順承簡郡王倫柱（1772年—1823年），襲封順承郡王，官宗室總族長、十五善射，諡簡。
- 祖母：馬佳氏，同知穆騰額之女，倫柱側福晉。

### 父母
- 父：春定（1810年—1867年），封三等鎮國將軍，官至三等侍衛兼佐領。
- 母：博爾濟吉特氏，土謝圖汗部中右旗郡王額駙蘊端多爾濟之女，春定嫡妻。

### 兄弟
謙升排行第三，有二兄。
- 謙泰（1832年—1848年），嫡母博爾濟吉特氏所生，早卒，無嗣。
- 謙安（1836年—1838年），嫡母博爾濟吉特氏所生，早卒，無嗣。

### 妻室
- 嫡妻：那佳氏，色勒本之女。
- 無側室。

### 子女
謙升育有二子一女。
- 長女（？年—1902年）。[10]
- 靈魁（靈奎，1862年—1889年），嫡那佳氏所生，襲封三等奉國將軍，無嗣。
- 靈緒（1865年—？年），嫡那佳氏所生，無嗣。